# Bradleya
Bradleya (abreviado Bradleya) es una revista ilustrada con descripciones botánicas que es editada en Inglaterra por la British Cactus and Succulent Society. Comenzó su publicación en el año 1983, con el nombre de Bradleya; Yearbook of the British Cactus and Succulent Society. Botley.
El anuario se publica desde 1983 y tiene por editor a Richard Bradley. La portada del primer número muestra una Agave americana. Además contiene las primeras descripciones de artículos acerca de las condiciones de vida de los cactus y suculentas en sus hábitats naturales, la adaptación de suculentas en cada especie y la historia de la botánica .
Inicialmente Bradleya era publicada por los dos botánicos Nigel Paul Taylor y David Richard Hunt, que trabajaban  en el Jardín Botánico de Kew. Más tarde, Gordon Douglas Rowley fue su editor. Desde el año 2001, la revista es supervisada por Colin Charles Walker.